# ما و آن‌ها (فیلم)
ما و آنها (به چینی: 后来的我们) یک فیلم عاشقانه و درام محصول سال ۲۰۱۸ سینمای چین است که توسط خواننده-بازیگر تایوانی، رنه لیو در اولین کارگردانی خود کارگردانی شده‌است. این فیلم با بازی جینگ بوران و ژو دونگیو در ۲۸ آوریل ۲۰۱۸ اکران شد. این فیلم به بررسی رابطه بین زن و مردی می‌پردازد که در یک شهر روستایی مشترک هستند و سعی می‌کنند در کنار هم در پکن، در مواجهه با مشکلات اقتصادی، اجتماعی، خانوادگی و عاشقانه، موفقیت‌های شخصی و حرفه‌ای پیدا کنند.

## انتشار
این فیلم در تاریخ ۲۳ آوریل ۲۰۱۸ در پکن به نمایش درآمد. در جشنواره فیلم کن ۲۰۱۸، نتفلیکس حقوق پخش انحصاری فیلم را در همه جای خارج از چین خریداری کرد. این فیلم در ۲۲ ژوئن ۲۰۱۸ در سرویس منتشر شد. لیو خاطرنشان کرد: برای من افتخار است که این فیلم به عنوان اولین فیلم اصلی چینی زبان نتفلیکس انتخاب شد.

## بازخوردها
در راتن تومیتوز این فیلم بر اساس نقدهای شش منتقد، ۱۰۰٪ تأیید شده‌است. و در چین موفق شد و در دو آخر هفته اول ۱۹۱ میلیون دلار درآمد کسب کند.